# Пронюшкина, Нина Васильевна
Нина Васильевна Пронюшкина (род. 1949, Дубенский район, Тульская область) — советская парашютистка, неоднократный рекордсмен мира,  мастер спорта СССР,  гвардии сержант 106-й гвардейской воздушно-десантной дивизии.

## Биография
Родилась в 1949 году в Дубенском районе Тульской области.
Служила в ВДВ Вооружённых сил СССР.
Совершила 3747 прыжков с парашютом, которые зафиксированы в шести книжках учёта прыжков.
В 1977 году совершила три рекордных парашютных прыжка из стратосферы (выше 14 километров).
В настоящее время находится на пенсии.

## Рекорды
- Свой первый мировой рекорд Пронюшкина установила 26 октября 1977 года. В составе группы из 10 спортсменов она совершила прыжок с высоты 15 300 метров.
- 27 октября 1977 года установила второй рекорд, совершив ночью одиночный прыжок с высоты 14 800 метров, из которых 14 400 преодолела в свободном падении.
- Третий — ночной групповой прыжок (10 человек: Н. Пронюшкина, Л. Фишер, Н. Гриценкова, Н. Василькова, Е. Егорова, Р. Бурлака, М. Чернецкая, В. Бухтоярова, З. Вакарова и З. Салмина)[2] — установлен 28 октября 1977 года с высоты 14 125 метров. Спортсменки пролетели в свободном падении 13 580 метров.

## Награды
- «Рекордсмен СССР»[3]
- Мастер парашютного спорта СССР (1978).